# في مدح الحب (فلم)
في مدح الحب (بالفرنسية: Éloge de l'amour) فيلم دراما فرنسي لعام 2001 من تأليف وإخراج جان لوك جودار. الفيلم بالأبيض والأسود ومن تصوير جوليان هيرش وكريستوف بولوك. قال جودار في مقال مشهور له: «الفيلم يجب أن يكون له بداية ووسط ونهاية، ولكن ليس بالضرورة بهذا الترتيب»، وتتضح هذه المقولة المأثورة في فيلم «في مدح الحب» الذي يعكس ترتيب الماضي والحاضر.
اختلف النقاد على هذا الفيلم، وكان بعضهم سلبيين للغاية تجاه هذا العمل، واعتبره البعض الآخر من أفضل الأفلام في عقده.

## طاقم التمثيل
- برونو بوتزولو: في دور إدغار
- سيسيل كامب: في دور هي (بيرث)
- جان ديفي: في دور الجد
- فرانسواز فيرني: في دور جدة
- أودري كليبانر: في دور إيجلانتين
- جيريمي ليبمان: في دور بيرسيفال
- كلود بينيير: في دور السيد روزنتال
- ريمو فورلاني: في دور العمدة فورلاني
- مارك هانتر: في دور صحفي أمريكي
- جان لاكوتور:؛ في دور مؤرخ
- فيليب ليريت: في دور فيليب (مساعد إدغار)[3]

## أحداث الفيلم
النصف الأول من الفيلم (مصور بالأبيض والأسود) ويتابع إدغار الذي يعمل في «مشروع» غير محدد حول ما يعتبره مراحل الحب الأربع: اللقاء، والعاطفة الجسدية، والانفصال، والمصالحة، وإشراك الناس. يتابع هذه المراحل الأربعة في ثلاثة أجيال: الشباب، والبلوغ، والشيخوخة. يستمر إدغار في التقليب بين صفحات كتاب فارغ، ويحدق باهتمام كما لو كان ينتظر ظهور الكلمات. إنه غير متأكد ما إذا كان المشروع يجب أن يكون رواية، أو مسرحية، أو أوبرا، أو فيلم. يجرى مقابلات في باريس، مع مشاركين محتملين من جميع مناحي الحياة (بما في ذلك هؤلاء الأشخاص الذين أطلق عليهم فيكتور هوغو اسم البؤساء، والذين يعتبرهم إدغار مهمين للمشروع)، لكنه غير راضٍ باستمرار.
يلتقي إدغار مع بيرث في محاضرة في مكتبة باريسية للصحفي الأمريكي المغترب مارك هانتر حول حرب كوسوفو. يوضح إدغار نقطة لإخبار بيرث أن هانتر هو مثال «لأمريكي جيد». يتجول الاثنان في مدينة اللافتات والآثار، ويتحدثان طوال الليل وحتى اليوم التالي، ويتوقفان في النهاية عند مصنع رينو مهجور، حيث يفكرون في انهيار الحركة العمالية.
يزور إدغار مأوى للمشردين ويختار رجلاً ينام على أحد الأسرة، ويوجه شابين، كان قد كلفهما في وقت سابق بأدوار، ليقوموا بتحميم الرجل في الحمام. يذهب إدغار (في المشهد الأخير من قسم الأسود والأبيض)، لمقابلة رجل لديه بعض الأخبار عن بيرث.
يتم تصوير الجزء الثاني من الفيلم بالفيديو بألوان زائدة التشبع، وقبل عامين من أحداث الجزء الأول. يصل إدغار إلى بريتاني ويقابله وزير الثقافة في المنطقة، ليصطحب إدغار للقاء جان لاكوتور حول دور الكاثوليك في المقاومة الفرنسية، فيما يتعلق بالكنتاتا التي يكتبها لسيمون ويل. يقود هذا اللقاء إدغار للقاء زوجين مسنين قاتلوا في المقاومة وكانوا معًا منذ ذلك الحين. يجتمع الزوجين مع مندوبين من وزارة الخارجية الأمريكية يساعدون في التوسط في صفقة نيابة عن «سبيلبرغ أسوشيتس». تريد الشركة شراء حقوق قصة الزوجين لفيلم كتبه ويليام ستايرون وبطولة جولييت بينوش. تحاول حفيدة الزوجين، وهي تتدرب على العمل كمحامية، إخراجهم من العقد، لأنهما يخشيان أن يكونا قد تم تغييرهما. الحفيدة هي بيرث التي تحاول إبطال العقد بالقول إن الموقعين ليسوا أعضاء في دولة محددة، وأنهم «أمريكيون»، في حين أن مصطلح «أمريكا» يشمل قارتين مع العديد من البلدان، لكنه جهد لا طائل من ورائه.
يأخذ إدغار القطار عائداً إلى باريس بعد قضاء بعض الوقت مع بيرث، ويفكر في لقاءاته. عندما تفكر في شيء ما، فهو يفكر دائمًا في شيء آخر. إذا رأيت منظرًا طبيعيًا جديدًا بالنسبة لك، على سبيل المثال، فأنت تقارنه بمنظر طبيعي تعرفه بالفعل. ما لا يستطيع إدغار معرفته هو ما الذي ينتظره في المستقبل، والذي تم إبلاغه عنه في نهاية الجزء الأول من الفيلم أن بيرث تنتحر.

## استقبال الفيلم
منح موقع الطماطم الفاسدة الفيلم تقييم مقداره 51% بناء على آراء 72 ناقد سينمائي.
منح موقع ميتاكريتيك الفيلم تقييم مقداره 62% بناء على آراء 31 ناقد فني.
امتدح الناقد السينمائي لصحيفة نيويورك تايمز، أ. سكوت الفيلم، ووجد محتواه المعادي لأمريكا مثيرًا للجدل، وكتب: "في مدح الحب، يجب أن يقال، هو أكثر ميزة قدمها جودار أناقة وتماسكًا منذ منتصف الثمانينيات.إدارته البصرية للظلال المخملية للأفلام بالأبيض والأسود مقاس 35 ملم، والنغمات السميكة الفائقة التشبع للفيديو الرقمي، هو لا يزال يتمتع بالقدرة على الإبهار، ولا تزال هناك كآبة، ولكن للاستمرار أقول، لا يمكن للنثر اللطيف والخط الرقيق ومخزون الورق الرائع إخفاء تفاهة ما هو مكتوب.
صنفت مجلة «فيلم كومنت Film Comment» الفيلم بين أفضل 50 فيلم لعقد 2000.
انتقد الناقد السينمائي تشارلز تيلور جودار "لتحدثه عن الأمريكيين الذين ليس لديهم قصص خاصة بهم، ولا ماضيهم الخاص (يدعي أنه ليس لدينا حتى اسم)"، وتساءل "كيف يمكن لرجل، إلى جانب زملائه في الموجة الفرنسية الجديدة، فعلوا أكثر من أي شخص آخر لتنبيه أمريكا إلى فن أفلامها، والفن الذي نعتبره دائمًا أمرًا مفروغًا منه، ثم استدار فجأة وأعلن أن الثقافة بأكملها لا قيمة لها؟
منح الناقد السينمائي روجر إيبرت الفيلم واحدًا من أصل أربعة نجوم، وأثار ما ظهر من مشاكل في الفيلم، حيث اتهم جودار المخرج ستيفن سبيلبرغ بعدم دفع إميلي شندلر أبدًا لمساهماتها في فيلمه لعام 1993 قائمة شندلر، وتركها فقيرة في الأرجنتين. كتب إيبرت: «يفكر المرء: (1) هل قام جودار، بعد أن استخدم إميلي شندلر أيضًا، بإرسال أي أموال لها؟ (2) هل قام جودار أو أي مخرج آخر على قيد الحياة أو ميتًا بأكثر من سبيلبرج، لتكريم أوالحفاظ على ذكريات الناجين من الهولوكوست؟» الادعاء بأن إميلي شندلر كانت تعيش في فقر كان محل خلاف أيضًا من توماس كينيلي، مؤلف كتاب «سفينة شندلر Schindler's Ark»، الذي أكد أنه أرسل لها شيكًا بنفسه.
قال ريتشارد برودي من المجلة الاسبوعية نيويوركر: «أنه أعظم فيلم في العقد الأول من القرن الحادي والعشرين ... أنه واحد من أكثر قصص الحب غرابة ورعشة وتقليل من أهمية قصص الحب».
ذكر الناقد السينمائي الياباني شيجيكو هسومي ان الفيلم واحد من أفضل الأفلام في العقد. صنف الفيلم في استطلاع أجراه معهد الفيلم البريطاني لصالح مجلة السينما الأسبوعية البريطانية كواحد من أفضل ثلاثين أفلام العقد الأول من القرن الحادي والعشرين.

## الجوائز والترشيحات
مهرجان بلد الوليد السينمائي الدولي Valladolid International Film Festival: فاز جان لوك جودار بجائزة لجنة التحكيم الخاصة؛ متعادلاً مع الفيلم الفرنسي الرومانسي «من تعرف».
مهرجان فجر السينمائي Fajr Film Festival: كريستال سيمورج، المسابقة الدولية: فاز «في مدح الحب» لجان لوك جودار بجائزة أفضل فيلم لعام 2002.
ترشح في مهرجان كان السينمائي: السعفة الذهبية، جان لوك جودار؛ 2001.
ترشح في مهرجان فلادوليد السينمائي الدولي: جائزة جولدن سبايك Golden Spike، لجان لوك غودار؛ 2001.
ترشح لجائزة الفيلم السويسري Swiss Film Prize: جائزة الفيلم السويسري، أفضل فيلم لجان لوك جودار 2002.

## روابط خارجية
- مقالات تستعمل روابط فنية بلا صلة مع ويكي بيانات